# Gailbach
Le Gailbach (Gehlbach en francique rhénan) est un ruisseau qui coule dans le pays de Bitche en Moselle ainsi que dans le Land de Sarre en Allemagne. C'est un affluent de la Blies et donc un sous-affluent du Rhin.

## Hydronymie
- Anciennes mentions[1] : Gelbach (1150) ; Geilbach (1331) ; Gailbach (1449).

De l'allemand Gelb, « jaune », et Bach, « ruisseau »; le Gailbach désigne donc « le ruisseau dont l'eau est jaune ». Il donne son nom à deux villages qu'il traverse, Obergailbach en France et Niedergailbach en Allemagne,.

## Géographie
Le Gailbach prend sa source au sud-est de la commune d'Obergailbach. Il coule vers le nord et se dirige vers le village qu'il traverse. Il passe ensuite la frontière franco-allemande et récupère le Wallringerbach avant de traverser Niedergailbach. Il se jette dans la Blies un peu plus loin, au sud-ouest du village-centre de Gersheim,.

## Communes traversées
- en France : Obergailbach[2] ;
- en Allemagne : Gersheim[3],[4].

## Affluents
- Wallringerbach[1]
- Zwenbach
- Hintere Allmendquelle
- Vordere Allmendquelle[4]